# Armeria morisii
Armeria morisii är en triftväxtart som beskrevs av Pierre Edmond Boissier. Armeria morisii ingår i släktet triftar, och familjen triftväxter. Inga underarter finns listade i Catalogue of Life.